# Georg Masing
Georg Masing (* 2. Februar 1885 in Sankt Petersburg; † 2. Oktober 1956 in Göttingen) war ein deutscher Chemiker, Metallurg und Hochschullehrer.

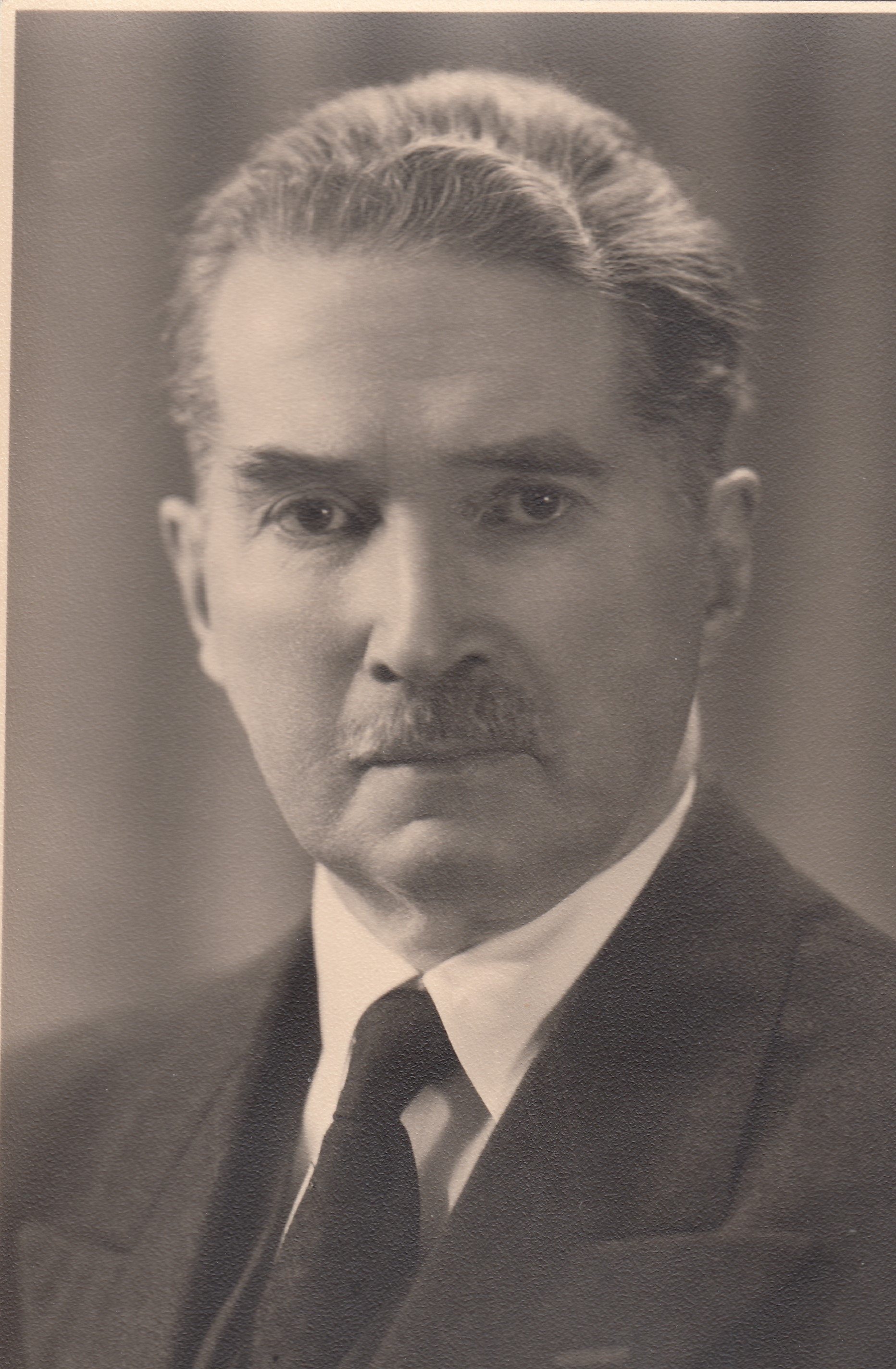
Georg Masing in Göttingen

## Leben
Masing war an der Universität Göttingen Schüler von Gustav Tammann. Das unter Leitung von Rudolf Vogel bestehende metallographische Laboratorium an der Georg-August-Universität Göttingen wurde 1938 in das unter Leitung von Masing stehende, neu gegründete Institut für Allgemeine Metallkunde – später Institut für Metallphysik, heute Materialphysik – eingegliedert.
Georg Masing war verheiratet mit Martha Tischer und hatte zwei Töchter Vera Edelgard (* 1916; † 2019) und Lilli Renate (* 1923; † 2017).
1939 wurde er zum ordentlichen Mitglied der Göttinger Akademie der Wissenschaften gewählt.
Als Nachfolger von Masing auf dem Lehrstuhl für Metallphysik und allgemeine Metallkunde an der Georg-August-Universität Göttingen wurde 1958 Peter Haasen berufen.

## Mitgliedschaften
- langjähriger Vorsitzender und Ehrenvorsitzender der Deutschen Gesellschaft für Materialkunde[3]

## Ehrungen
- Der Masing-Gedächtnispreis der Deutschen Gesellschaft für Materialkunde (DGM) wurde 1957 gestiftet.[4]

## Schriften
Ternäre Systeme: Elementare Einführg in d. Theorie d. Dreistofflegierungen, Leipzig 1933
- mit Rudolf Vogel: Handbuch der Metallphysik. Die heterogenen Gleichgewichte Band 2. Akademische Verlagsgesellschaft, Frankfurt am Main 1937

Grundlagen der Metallkunde in anschaulicher Darstellung, Berlin 1940 (zuletzt 1955 4. Auflage)
- mit Kurt Lücke: Lehrbuch der allgemeinen Metallkunde, Berlin, Göttingen, Heidelberg 1950

The foundations of metallography, London 1956